# Hiroshi Yamauchi
Hiroshi Yamauchi (山内溥 Yamauchi Hiroshi?) (Kioto, 7 de noviembre de 1927-Ib., 19 de septiembre de 2013) fue un empresario japonés, tercer presidente de Nintendo desde 1949 hasta que renunció el 24 de mayo de 2002. Se le conoce por convertir a Nintendo, antes una próspera empresa familiar de cartas hanafuda, en la multimillonaria compañía de videojuegos reconocida mundialmente que es ahora. Yamauchi fue sucedido por Satoru Iwata (2002-2015). Era el bisnieto de Fusajirō Yamauchi, el primer presidente y fundador de Nintendo.
En abril de 2013, Forbes estimó el patrimonio neto de Yamauchi en 2100 millones de dólares, y era la decimotercera persona más rica de Japón y la 491 más rica del mundo. En 2008, Yamauchi era la persona más rica de Japón con una fortuna estimada en ese momento en $ 7.8 mil millones. En el momento de su muerte, Yamauchi era el mayor accionista de Nintendo.
Yamauchi también fue el propietario mayoritario del equipo de béisbol, Seattle Mariners, durante la década de 1990, aunque nunca asistió a un partido del club.

## Primeros años
Hiroshi Yamauchi nació el 7 de noviembre de 1927. Sus padres fueron Shikanojo Inaba y Kimi Yamauchi. Su padre, Shikanojo, había adoptado el apellido familiar Yamauchi, para en un futuro ser presidente de la compañía y continuar el negocio familiar. Sin embargo, en 1933, abandona a su esposa e hijo. Tras este hecho, Hiroshi se cría con sus abuelos, Sekiryo y Tei Yamauchi.
En 1945, con solo 18 años, contrae matrimonio con Michiko Inaba, matrimonio concertado por su abuelo Sekiryo, de este matrimonio nacerán su hija Yoko (1950), su hija Fujiko (1957) y su hijo Katsuhito (1957).

## Nintendo y la reinvención
Yamauchi llega a la presidencia tras el retiro forzado de su abuelo, Sekiryo Kaneda. En esos años, Yamauchi dirige la empresa como si de un emperador se tratara. Él era el único que juzgaba el potencial de cada producto. Si el producto era de su agrado y su afinado instinto para los éxitos daba el visto bueno, el producto veía la luz en el mercado. Con el paso de los años y algunos negocios fallidos, como una compañía de taxis y un hotel del amor, fue dirigiendo el negocio hacia los juguetes electrónicos, y de ahí, a la incipiente industria del videojuego.
Ya en plena época de creación de videojuegos, Yamauchi decidió expandir Nintendo fuera de Japón. El país elegido fue Estados Unidos, ya que comenzaba a crecer el mercado arcade en aquellas tierras. Para ello, mandó a su yerno, Minoru Arakawa, para dirigir la nueva oficina americana. Allí lanzaron algunos de los arcades que triunfaban en Japón, como Radar Scope o Space Fever, pero no tuvieron mucho éxito. Yamauchi encargó entonces a otro diseñador el trabajo de crear un arcade de éxito. Ahí empezaría la historia de Shigeru Miyamoto y su Donkey Kong, además de unos beneficiosos años venideros para la empresa.
Bajo el mandato de Yamauchi, se dieron una serie de hechos y logros de Nintendo más detallados abajo, dirigidos directamente por su persona, que ayudarán a entender el gran salto que sufrió la empresa para pasar de la fabricación de barajas a la creación de videojuegos.
En 1951, Yamauchi cambia el nombre de la compañía tras 62 años: Nintendo Playing Card Co. Ltd. (la traducción podría ser Naipes Nintendo, o Juegos de Naipes Nintendo). Al año siguiente se construye una nueva sede para la compañía, manteniéndose en la ciudad de Kioto, además de fusionar todas sus fábricas de cartas.
En 1953, Nintendo Playing Card se convierte en la primera empresa en manufacturar y vender exitosamente barajas de cartas plastificadas. Y en 1959, Yamauchi firma un acuerdo con Walt Disney para utilizar sus personajes en las barajas de cartas de la compañía nipona, abriendo así un nuevo mercado con las barajas infantiles.
1963 es el año del cambio de rumbo de la empresa. Yamauchi vuelve a cambiar el nombre, esta vez de manera definitiva y como se conoce hoy: Nintendo Co., Ltd.. Este cambio se debe a que se pretendía abrir la empresa a nuevos tipos de productos. El primer producto que fabrica Nintendo, diferente de los naipes, son paquetes de arroz instantáneo. El negocio resulta un fracaso. Al igual que un hotel del amor y una empresa de taxis llamada Daiya. A pesar de que la empresa de taxis fue inicialmente un éxito, los trabajadores exigieron aumentos de sueldo y se recortaron los beneficios obligando a cerrar el negocio.
En 1964 crea la división de Juegos dentro de Nintendo, dedicada al desarrollo de juegos y juguetes. El primer producto que sale de este departamento es el Rabbit Coaster. En 1966, un empleado llamado Gunpei Yokoi idea la Ultra Hand, que resulta un gran éxito.
En 1969 se construye la fábrica de Uji en Kioto.
En 1970, alcanza un acuerdo con Sharp para usar la tecnología de sensores de luz y se crea la línea Kousenjuu, que consiste en una pistola que emite luz y una diana que reacciona ante esa luz emitida. Esto sitúa a Nintendo como la primera compañía japonesa en incluir componentes electrónicos en los juguetes de los niños. En 1973, Nintendo compra varias boleras abandonadas y las convierte en Laser Clay Shooting System. Serían locales en los que se usaría la tecnología de las pistolas de rayos para disparar a pájaros hechos de luz. Este negocio, también reportó grandes beneficios, hasta 1975, en que debido a la escasez de petróleo, Nintendo abandonó sus negocios para dedicarse a la distribución, importando para Japón la videoconsola americana Magnavox Odyssey.
Es en 1977, cuando Nintendo crea su primera videoconsola, la Color TV Game 6, e inicia su andadura en el mundo de los videojuegos.

## El final de una era
La consola GameCube fue el último producto de la era Yamauchi. La consola seguía las mismas premisas que todas las anteriores: una consola creada sólo para jugar a videojuegos. En aquel entonces las consolas rivales habían comido mucho terreno a Nintendo, y GameCube terminaría siendo la segunda consola menos vendida de la empresa, culminando un descenso que ya duraba varios años.

## Después de Nintendo
El 24 de mayo de 2002, Yamauchi renunció como presidente de Nintendo y designó como sucesor a Satoru Iwata. Siguió en la compañía como presidente de la junta directiva hasta junio de 2005, momento en que decidió retirarse debido a su avanzada edad y sabiendo que había dejado la empresa en buenas manos. Tatsumi Kimishima, quien también sería presidente de Nintendo entre 2015 y 2018, le sustituyó entonces. Yamauchi rechazó la pensión que se le ofrecía por jubilarse (entre 9 y 14 millones de dólares), alegando que Nintendo podría dar mejor uso a ese dinero.
Gran parte de ese dinero se invirtió en la construcción de un museo llamado Shigureden, dedicado a la historia de las cartas hanafuda y de Nintendo. El proyecto de este museo fue supervisado personalmente por Shigeru Miyamoto entre 2007 y 2008.
Entre 2007 y 2012, Hiroshi Yamauchi fue la persona más rica de Japón, debido principalmente a que sus acciones en Nintendo se habían multiplicado desde el lanzamiento de Nintendo DS y Wii, y llegando a tener una fortuna personal de 7900 millones de dólares.
Sin embargo, tras el lanzamiento de Nintendo 3DS y Wii U, esto cambió por la bajada del valor de las acciones de Nintendo, pero siguió siendo una de las personas más ricas de Japón hasta su muerte.

## Fallecimiento
El 19 de septiembre de 2013, a los 85 años, Yamauchi murió en un hospital de Kioto en Japón, tras complicaciones de neumonía. Nintendo emitió un comunicado afirmando que los miembros de su personal, estaban de luto por la pérdida de su expresidente.